# Omega2 Cygni
ω2 Cygni (Omega2 Cygni) ist ein 500 Lichtjahre von der Sonne entfernter Doppelstern im Sternbild Schwan, bestehend aus einem +5,44m hellen Hauptstern der Spektralklasse M2 und einem +6,6m hellem Begleitstern der Spektralklasse A0. Der Begleitstern befindet sich bei einem Positionswinkel von 265 Grad 256" vom Hauptstern entfernt. Er kann schon im kleinen Prismenfernglas oder Opernglas gesehen werden. Wegen des Farbkontrastes (roter Hauptstern und blauer Begleiter) ist ω2 Cygni ein schönes Objekt für Amateurastronomen. Der Stern wird auch als Rukbat / Ruchbah / Ruchba (arabisch ركبة, DMG Rukbah ‚Knie‘) bezeichnet.